# Matrice complètement positive
En mathématiques et, plus particulièrement en algèbre linéaire, une matrice réelle carrée {\displaystyle A} est dite complètement positive si elle admet une factorisation de la forme {\displaystyle A=BB^{\mathsf {T}}}, avec {\displaystyle B} positive. Il revient au même de dire qu'une matrice est complètement positive lorsqu'elle est une combinaison convexe de matrices de la forme {\displaystyle xx^{\mathsf {T}}}, formées à partir de vecteurs positifs {\displaystyle x}.
L'ensemble {\displaystyle {\mathcal {C}}^{n+}} des matrices d'ordre {\displaystyle n} complètement positives est un cône convexe fermé non vide de {\displaystyle {\mathcal {S}}^{n}}, l'ensemble des matrices symétriques d'ordre {\displaystyle n}. C'est le cône dual (positif) du cône {\displaystyle {\mathcal {C}}^{n}} des matrices d'ordre {\displaystyle n} symétriques copositives, pour le produit scalaire standard de {\displaystyle {\mathcal {S}}^{n}}, ce qui justifie la notation {\displaystyle {\mathcal {C}}^{n+}}.

## Notations
Soit {\displaystyle {\mathcal {S}}^{n}} l'espace vectoriel des matrices réelles symétriques d'ordre {\displaystyle n}, que l'on suppose muni de son produit scalaire standard
où {\displaystyle \operatorname {tr} AB} désigne la trace du produit des matrices {\displaystyle A} et {\displaystyle B}. On note
le cône des matrices de {\displaystyle {\mathcal {S}}^{n}} qui sont semi-définies positives,
le cône des matrices de {\displaystyle {\mathcal {S}}^{n}} qui sont copositives et enfin
le cône des matrices de {\displaystyle {\mathcal {S}}^{n}} qui sont positives (élément par élément).

## Définition
Matrice complètement positive — Une matrice réelle carrée d'ordre {\displaystyle n} (un entier {\displaystyle \geqslant 0}) {\displaystyle A} est dite complètement positive si elle admet la factorisation suivante
dans laquelle {\displaystyle B} est une matrice positive (c'est-à-dire que tous les éléments de {\displaystyle B} sont positifs).
On note {\displaystyle {\mathcal {C}}^{n+}} l'ensemble des matrices complètement positives.
Une matrice complètement positive {\displaystyle A} est donc nécessairement symétrique et la forme quadratique {\displaystyle x\mapsto x^{\mathsf {T}}Ax} associée s'écrit comme une somme de carrés de fonctions linéaires à coefficients positifs.

## Propriétés

### Premières propriétés
On voit facilement que {\displaystyle {\mathcal {C}}^{n+}} s'écrit comme une enveloppe convexe :
Le résultat suivant justifie la notation {\displaystyle {\mathcal {C}}^{n+}} adoptée pour le cône des matrices complètement positives.
Cônes {\displaystyle {\mathcal {C}}^{n}} et {\displaystyle {\mathcal {C}}^{n+}} — Les ensembles {\displaystyle {\mathcal {C}}^{n}} et {\displaystyle {\mathcal {C}}^{n+}} sont deux cônes convexes fermés de {\displaystyle {\mathcal {S}}^{n}}, duaux l'un de l'autre, et l'on a
Dans les inclusions ci-dessus, les cônes {\displaystyle {\mathcal {S}}_{+}^{n}} et {\displaystyle {\mathcal {P}}^{n}} jouent une espèce de rôle de pivot, car ils sont autoduaux et que l'on a {\displaystyle ({\mathcal {C}}^{n+})^{+}={\mathcal {C}}^{n}} et {\displaystyle ({\mathcal {C}}^{n})^{+}={\mathcal {C}}^{n+}}.

### Reconnaissance
- Vérifier l'appartenance aux cônes {\displaystyle {\mathcal {C}}^{n}} et {\displaystyle {\mathcal {C}}^{n+}} (c'est-à-dire, étant donnés {\displaystyle A\in \mathbb {Q} _{s}^{n\times n}} et {\displaystyle K={\mathcal {C}}^{n}} ou {\displaystyle K={\mathcal {C}}^{n+}}, décider si {\displaystyle A\in K} ou si {\displaystyle A\notin K}) est NP-ardu[1],[2], sans que l'on sache si le problème est dans NP.
- Vérifier l'appartenance faible aux cônes {\displaystyle {\mathcal {C}}^{n}} et {\displaystyle {\mathcal {C}}^{n+}} (c'est-à-dire, étant donnés {\displaystyle \varepsilon \in \mathbb {Q} _{++}}, {\displaystyle A\in \mathbb {Q} _{s}^{n\times n}}, {\displaystyle K={\mathcal {C}}^{n}} ou {\displaystyle K={\mathcal {C}}^{n+}} et {\displaystyle B} la boule unité fermée de {\displaystyle \mathbb {R} ^{n\times n}}, décider si {\displaystyle A\in K+\varepsilon B} ou si {\displaystyle A+\varepsilon B\nsubseteq K}) est NP-ardu[2], sans que l'on sache si le problème est dans NP.

### Propriétés géométriques

#### Rayon extrême
Le résultat suivant est démontré par Hall et Newman (1963).
Rayon extrême — Un rayon extrême de {\displaystyle {\mathcal {C}}^{n+}} est de la forme {\displaystyle \mathbb {R} _{+}vv^{\mathsf {T}}}, avec {\displaystyle v\in \mathbb {R} _{+}^{n}\setminus \{0\}}.

### Approximation
On peut resserrer l'encadrement de {\displaystyle {\mathcal {S}}_{+}^{n}} en utilisant les deux cônes suivants :
Le « {\displaystyle +} » en exposant dans {\displaystyle {\mathcal {C}}^{n+}}, qui indique la prise du dual, est justifié par la proposition ci-dessous. On peut aussi voir {\displaystyle {\mathcal {C}}_{0}^{n}} et {\displaystyle {\mathcal {C}}_{0}^{n+}} comme des approximations de {\displaystyle {\mathcal {C}}^{n}} et {\displaystyle {\mathcal {C}}^{n+}}, respectivement.
Cônes {\displaystyle {\mathcal {C}}_{0}^{n}} et {\displaystyle {\mathcal {C}}_{0}^{n+}} — Les ensembles {\displaystyle {\mathcal {C}}_{0}^{n}} et {\displaystyle {\mathcal {C}}_{0}^{n+}} sont deux cônes convexes fermés, duaux l'un de l'autre, et l'on a
On peut montrer que {\displaystyle {\mathcal {C}}_{0}^{n}={\mathcal {C}}^{n}} si {\displaystyle n\in [\![1,4]\!]}. Mais {\displaystyle {\mathcal {C}}_{0}^{n}\neq {\mathcal {C}}^{n}}, si {\displaystyle n\geqslant 5}, comme le montre la matrice de Horn
On montre en effet que {\displaystyle H} engendre un rayon extrême de {\displaystyle {\mathcal {C}}^{5}} qui n'est pas dans {\displaystyle {\mathcal {C}}_{0}^{5}}.
Le cône {\displaystyle {\mathcal {C}}_{0}^{n}} est aussi le premier cône d'une suite croissante de cônes approchant {\displaystyle {\mathcal {C}}^{n}} par l'intérieur, :
tandis que les cônes duaux approchent {\displaystyle {\mathcal {C}}^{n+}} par l'extérieur :